# Blizne Jasińskiego
Blizne Jasińskiego – wieś w Polsce położona w województwie mazowieckim, w powiecie warszawskim zachodnim, w gminie Stare Babice. Ma status sołectwa.

## Historia
Do 1952 roku miejscowość należała do gminy Blizne. W latach 1975–1998 miejscowość administracyjnie należała do województwa warszawskiego. Wieś powstała w XIX wieku po podziale dóbr babickich, przy czym wieś Blizne podzielona została między Jasińskich i Łaszczyńskich. 
Blizne Jasińskiego znajduje się na północ od drogi wojewódzkiej nr 580 z Warszawy przez Leszno do Żelazowej Woli i Sochaczewa, Blizne Łaszczyńskiego znajduje się po obydwu stronach tej drogi (na wschód od Blizne Jasińskiego). Obecnie jest to wieś granicząca z warszawską dzielnicą Bemowo i rejonie tym powstają ostatnio osiedla niskich bloków mieszkalnych. Wieś z produkcji rolniczej przestawia się na handel i usługi (hurtownia materiałów budowlanych, kwiatów sztucznych itp.).

## Zabytki

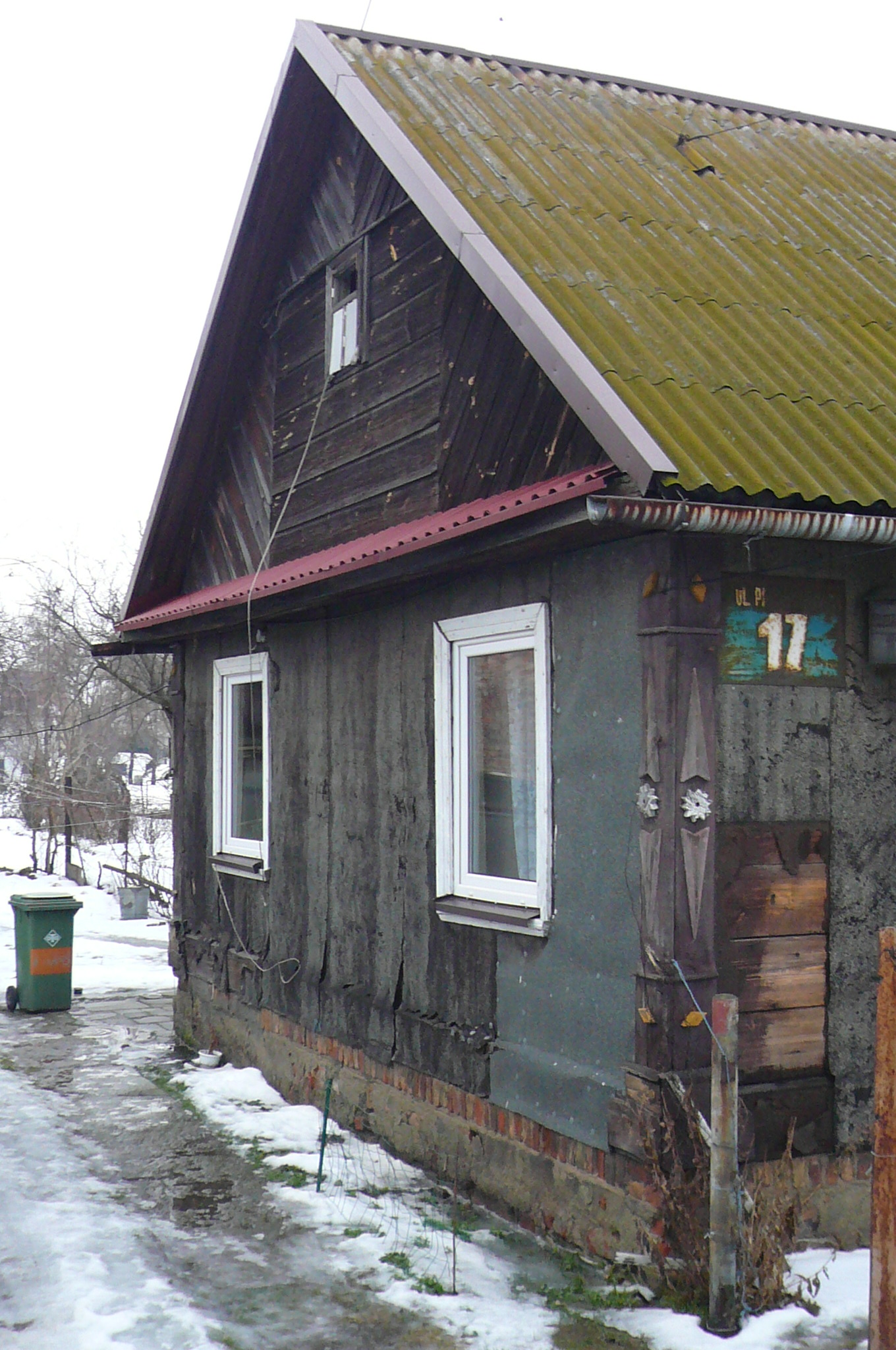
Zabytkowy dom wiejski w Bliznem Jasińskiego

W Bliznem Jasińskiego zachował się przynajmniej jeden zabytkowy wiejski dom drewniany, przypominający stylem architekturę kurpiowską.

## Komunikacja
Blizne Jasińskiego położone jest przy drodze wojewódzkiej nr 580 wiodącej z Warszawy do Sochaczewa. Przez miejscowość przebiegają trasy linii autobusowych przewoźników prywatnych oraz podmiejskich obsługiwanych przez ZTM: 714 (przez ulicę Hubala-Dobrzańskiego) oraz 719 i 729 (przez ulicę Warszawską).